# Paralimnophila (Paralimnophila) skusei kumarensis
Paralimnophila (Paralimnophila) skusei kumarensis is een ondersoort van de tweevleugelige Paralimnophila (Paralimnophila) skusei uit de familie steltmuggen (Limoniidae). De ondersoort komt voor in het Australaziatisch gebied.